# Musée Nicolas-Poussin
 (septembre 2016).
Si vous disposez d'ouvrages ou d'articles de référence ou si vous connaissez des sites web de qualité traitant du thème abordé ici, merci de compléter l'article en donnant les références utiles à sa vérifiabilité et en les liant à la section « Notes et références ».
Le musée Nicolas-Poussin est un musée situé aux Andelys (Eure) et est labellisé « Musée de France ».

## Historique des lieux
Le musée actuel occupe une ancienne demeure bourgeoise du XVIIIe siècle offerte, en 1971, à la commune des Andelys par le docteur Giraud, ancien médecin-chef de l'hôpital Saint-Jacques.
Son nom évoque le grand peintre français du XVIIe siècle Nicolas Poussin, né au hameau de Villers, près des Andelys, en 1594. Il retrace l'histoire de la ville des Andelys et abrite des collections appartenant au patrimoine régional et très fortement liées à l'histoire de France : histoire antique, histoire religieuse, histoire industrielle et histoire de l'art.
Son premier conservateur et fondateur fut Léon Coutil lui-même, autre enfant du pays.

## Collections permanentes

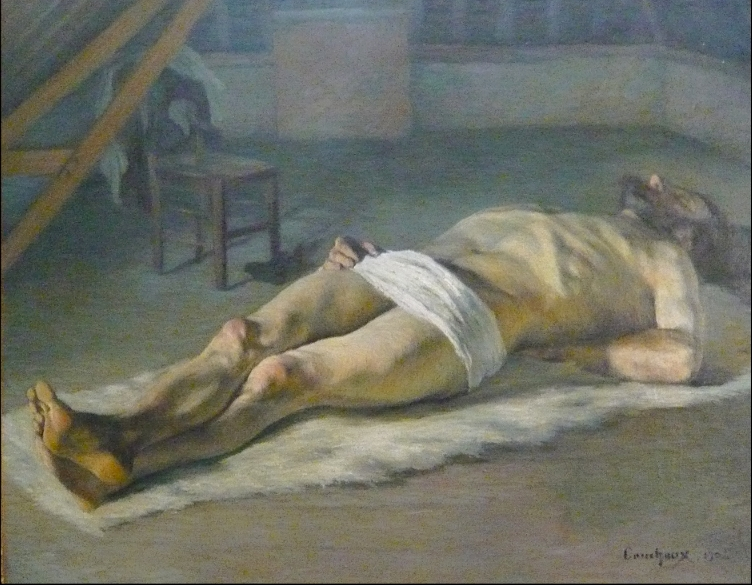
Toile de Marcel Couchaux.

- Objets archéologiques évoquant la Normandie préhistorique, gallo-romaine et médiévale,
- La collection de peinture : tableau de Nicolas Poussin ; tableaux de l’École de Rouen : Eugène Clary - Marcel Couchaux - René Prin (1905-1985) - René Sautin,
- Meubles du XVIIIe siècle, appartenant à Louis-Jean-Marie de Bourbon, duc de Penthièvre, fondateur de l'hospice Saint-Jacques des Andelys, mobilier de l'hôpital (pots à pharmacie),
- Objets religieux : vêtements liturgiques en soie, brodés d'or et d'argent, du XVIIe et XVIIIe siècles ; œuvres sculptées du Moyen Âge au XVIIe siècle ; objets issus des confréries de charité ; reliquaires en paperolles ; instruments de musique d'églises : harmoniums,
- Verreries de l'entreprise Holophane : objets décoratifs fabriqués dans les années 1930-1940 ; outils de fabrication : presse manuelle, ferret, matrices de moule.

### Archéologie
- Mobilier gallo-romain dont une mosaïque du IIIe siècle, découverte en 1977 par François Vilepoux[Qui ?],
- Objets de fouilles réunis par Léon Coutil (majoritairement d'époques préhistoriques),
- Mobiliers archéologiques issus des fouilles réalisées dans les années 1990 au Château-Gaillard sous la direction de Dominique Pitte.

### Peinture

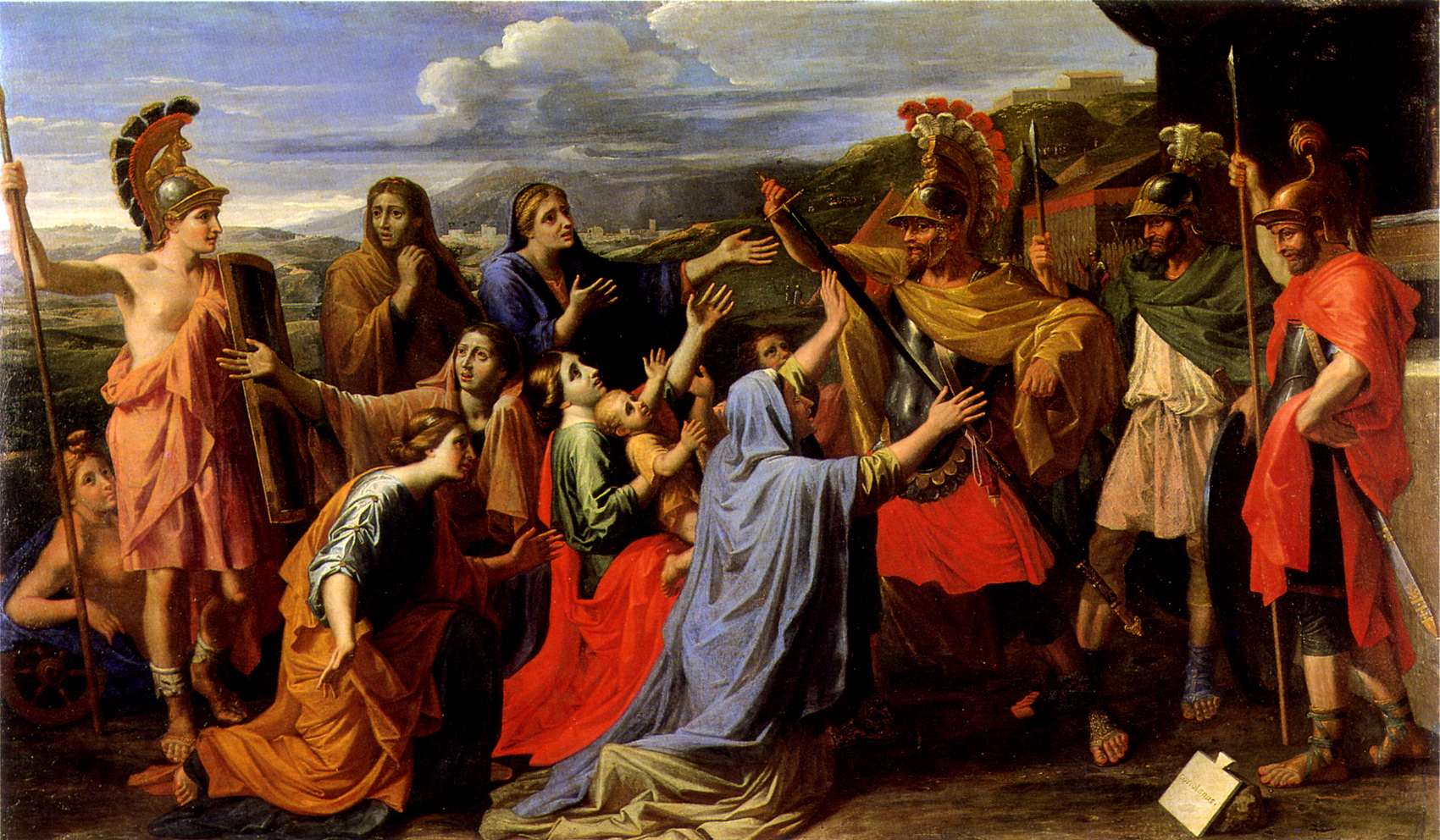
Coriolan supplié par sa famille,
de Nicolas Poussin.

- Nicolas Poussin, Coriolan supplié par sa famille, huile sur toile, 1,12 m x 1,98 m, tableau peint vers 1652 : cet épisode de l'histoire romaine qui représente un général romain, Coriolan, passé dans le rang des ennemis, les Volsques, peut évoquer la période de la Fronde (1648-1653). Saisi en 1794 chez un trésorier de la Marine, Simon-Charles Boutin[1], ce tableau fut envoyé aux Andelys, par l'État français dès l'an XII (1803-1804). Il s'agit, avec les envois de l'arrêté Chaptal, des plus anciens dépôts[2] en province. En fait, il resta jusqu'en 1832 à Évreux, dans le bâtiment de la préfecture de l'Eure. Puis il fut transféré aux Andelys. D'abord conservé dans le palais de justice, il en fut heureusement retiré lors de l'incendie qui, dans la nuit du 6 au 7 février 1860, ravagea cet édifice. Exposé ensuite dans l'hôtel de ville des Andelys, ce tableau échappa encore à la destruction, lorsque la mairie fut bombardée durant la Seconde Guerre mondiale.
- Peintures des XIXe et XXe siècles.